# 그대, 고맙소: 김호중 생애 첫 팬미팅 무비
《그대, 고맙소: 김호중 생애 첫 팬미팅 무비》는 2020년 공개된 대한민국의 콘서트 영화이다. 트로트 가수이자 성악가인 김호중의 2020년 8월 14일부터 16일까지 KBS아레나에서 개최된 팬미팅 〈우리 家 처음으로〉를 영화화한 것이다. 스크린X로 제작되었다.